# Hockey op de Olympische Zomerspelen 2020 – Vrouwen
Het hockeytoernooi voor vrouwen tijdens de Olympische Zomerspelen 2020 in Tokio begon op 24 juli en eindigde op 6 augustus 2021. Titelverdediger was Groot-Brittannië. 
De twaalf deelnemende teams waren verdeeld over twee groepen van zes, waarin een halve competitie werd gespeeld. De groepsfase werd gevolgd door een kwartfinale, halve finale en een finale.
Het toernooi werd voor de vierde keer gewonnen door Nederland, dat in de finale Argentinië met 3–1 versloeg. Het brons ging naar Groot-Brittannië, dat India met 4–3 versloeg in de troostfinale. De Nederlandse Frédérique Matla werd topscorer van het toernooi met 9 doelpunten.

## Kwalificatie
| Toernooi                                             | Data                         | Locatie      | Aantal | Gekwalificeerd                                                  |
| ---------------------------------------------------- | ---------------------------- | ------------ | ------ | --------------------------------------------------------------- |
| Gastland                                             | -                            | -            | 1      | Japan                                                           |
| Hockey op de Aziatische Spelen 2018                  | 19 augustus–1 september 2018 | Jakarta      | 1      | *                                                               |
| Hockey op de Pan-Amerikaanse Spelen 2019             | 30 juli-10 augustus 2019     | Lima         | 1      | Argentinië                                                      |
| Afrikaans olympisch kwalificatietoernooi hockey 2019 | 12–18 augustus 2019          | Stellenbosch | 1      | Zuid-Afrika                                                     |
| Europees kampioenschap hockey 2019                   | 16–25 augustus 2019          | Antwerpen    | 1      | Nederland                                                       |
| Oceanisch kampioenschap hockey 2019                  | 5–8 september 2019           | Rockhampton  | 1      | Nieuw-Zeeland                                                   |
| play-offs                                            | 25 oktober - 3 november 2019 | -            | 7      | Australië China Duitsland Groot-Brittannië Ierland India Spanje |
| Total                                                | Total                        | Total        | 12     |                                                                 |

*Japan werd Aziatisch kampioen. Maar omdat het als gastland al was gekwalificeerd, schoof de vrijkomende plaats door naar de play-offs.

## Groepsfase

### Groep A
| Pos | Team             | Wed | W | G | V | Ptn | DV | DT | +/− | Kwalificatie |
| --- | ---------------- | --- | - | - | - | --- | -- | -- | --- | ------------ |
| 1   | Nederland        | 5   | 5 | 0 | 0 | 15  | 18 | 2  | +16 | Kwartfinale  |
| 2   | Duitsland        | 5   | 4 | 0 | 1 | 12  | 13 | 7  | +6  | Kwartfinale  |
| 3   | Groot-Brittannië | 5   | 3 | 0 | 2 | 9   | 11 | 5  | +6  | Kwartfinale  |
| 4   | India            | 5   | 2 | 0 | 3 | 6   | 7  | 14 | −7  | Kwartfinale  |
| 5   | Ierland          | 5   | 1 | 0 | 4 | 3   | 4  | 11 | −7  |              |
| 6   | Zuid-Afrika      | 5   | 0 | 0 | 5 | 0   | 5  | 19 | −14 |              |

#### Uitslagen (Groep A)
| 24 juli 2021 20:45 (UTC+9) 13:45 (UTC+2)                           |         |          |                                                                                   |
| Nederland                                                          | 5–1     | India    | Oi Hockey Stadium Scheidsrechters: Carolina de la Fuente (ARG) Amber Church (NZL) |
| Verschoor 6' Van Geffen 33' Albers 43' Matla 45' Van Maasakker 52' | Verslag | Rani 10' | Oi Hockey Stadium Scheidsrechters: Carolina de la Fuente (ARG) Amber Church (NZL) |

| 24 juli 2021 21:15 (UTC+9) 14:15 (UTC+2) |         |             |                                                                        |
| Ierland                                  | 2–0     | Zuid-Afrika | Oi Hockey Stadium Scheidsrechters: Kelly Hudson (NZL) Emi Yamada (JPN) |
| Upton 9' Torrans 45'                     | Verslag |             | Oi Hockey Stadium Scheidsrechters: Kelly Hudson (NZL) Emi Yamada (JPN) |

| 25 juli 2021 09:30 (UTC+9) 02:30 (UTC+2) |         |                          |                                                                             |
| Groot-Brittannië                         | 1–2     | Duitsland                | Oi Hockey Stadium Scheidsrechters: Liu Xiaoying (CHN) Irene Presenqui (ARG) |
| Jones 13'                                | Verslag | Huse 24' Stapenhorst 33' | Oi Hockey Stadium Scheidsrechters: Liu Xiaoying (CHN) Irene Presenqui (ARG) |

| 26 juli 2021 10:00 (UTC+9) 03:00 (UTC+2)      |         |         |                                                                              |
| Nederland                                     | 4–0     | Ierland | Oi Hockey Stadium Scheidsrechters: Michelle Meister (GER) Liu Xiaoying (CHN) |
| Albers 8' Pheninckx 49' Leurink 50' Matla 56' | Verslag |         | Oi Hockey Stadium Scheidsrechters: Michelle Meister (GER) Liu Xiaoying (CHN) |

| 26 juli 2021 18:30 (UTC+9) 11:30 (UTC+2) |         |                                       |                                                                                     |
| Zuid-Afrika                              | 1–4     | Groot-Brittannië                      | Oi Hockey Stadium Scheidsrechters: Carolina de la Fuente (ARG) Maggie Giddens (USA) |
| Walraven 6'                              | Verslag | Rayer 29', 50' Toman 39' Unsworth 40' | Oi Hockey Stadium Scheidsrechters: Carolina de la Fuente (ARG) Maggie Giddens (USA) |

| 26 juli 2021 21:15 (UTC+9) 14:15 (UTC+2) |         |       |                                                                        |
| Duitsland                                | 2–0     | India | Oi Hockey Stadium Scheidsrechters: Sarah Wilson (GBR) Emi Yamada (JPN) |
| Lorenz 12' Schröder 35'                  | Verslag |       | Oi Hockey Stadium Scheidsrechters: Sarah Wilson (GBR) Emi Yamada (JPN) |

| 28 juli 2021 09:30 (UTC+9) 02:30 (UTC+2)            |         |             |                                                                            |
| Nederland                                           | 5–0     | Zuid-Afrika | Oi Hockey Stadium Scheidsrechters: Amber Church (NZL) Ayanna McClean (TTO) |
| Matla 16', 35' Keetels 42' Albers 52' Verschoor 55' | Verslag |             | Oi Hockey Stadium Scheidsrechters: Amber Church (NZL) Ayanna McClean (TTO) |

| 28 juli 2021 10:00 (UTC+9) 03:00 (UTC+2)     |         |              |                                                                                 |
| Groot-Brittannië                             | 4–1     | India        | Oi Hockey Stadium Scheidsrechters: Laurine Delforge (BEL) Aleisha Neumann (AUS) |
| Hannah Martin 2', 19' Owsley 41' Balsdon 57' | Verslag | Sharmila 23' | Oi Hockey Stadium Scheidsrechters: Laurine Delforge (BEL) Aleisha Neumann (AUS) |

| 28 juli 2021 12:15 (UTC+9) 05:15 (UTC+2) |         |                         |                                                                              |
| Duitsland                                | 4–2     | Ierland                 | Oi Hockey Stadium Scheidsrechters: Michelle Joubert (RSA) Sarah Wilson (GBR) |
| Altenburg 10', 40' Pieper 20' Hauke 55'  | Verslag | Tice 42' McLoughlin 51' | Oi Hockey Stadium Scheidsrechters: Michelle Joubert (RSA) Sarah Wilson (GBR) |

| 29 juli 2021 19:00 (UTC+9) 12:00 (UTC+2) |         |           |                                                                                 |
| Groot-Brittannië                         | 0–1     | Nederland | Oi Hockey Stadium Scheidsrechters: Michelle Joubert (RSA) Aleisha Neumann (AUS) |
|                                          | Verslag | Matla 13' | Oi Hockey Stadium Scheidsrechters: Michelle Joubert (RSA) Aleisha Neumann (AUS) |

| 30 juli 2021 09:30 (UTC+9) 02:30 (UTC+2) |         |                                               |                                                                          |
| Zuid-Afrika                              | 1–4     | Duitsland                                     | Oi Hockey Stadium Scheidsrechters: Emi Yamada (JPN) Maggie Giddens (USA) |
| Marks 53'                                | Verslag | Altenburg 2', 24' Zimmermann 10' Schröder 49' | Oi Hockey Stadium Scheidsrechters: Emi Yamada (JPN) Maggie Giddens (USA) |

| 30 juli 2021 11:45 (UTC+9) 04:45 (UTC+2) |         |                |                                                                                 |
| Ierland                                  | 0–1     | Zuid-Afrika    | Oi Hockey Stadium Scheidsrechters: Aleisha Neumann (AUS) Annelize Rostron (RSA) |
|                                          | Verslag | Navn. Kaur 57' | Oi Hockey Stadium Scheidsrechters: Aleisha Neumann (AUS) Annelize Rostron (RSA) |

| 31 juli 2021 12:15 (UTC+9) 05:15 (UTC+2) |         |                                  |                                                                          |
| India                                    | 4–3     | Zuid-Afrika                      | Oi Hockey Stadium Scheidsrechters: Amber Church (NZL) Liu Xiaoying (CHN) |
| Katariya 4', 17', 49' Goyal 32'          | Verslag | Glasby 15' Hunter 30' Marais 39' | Oi Hockey Stadium Scheidsrechters: Amber Church (NZL) Liu Xiaoying (CHN) |

| 31 juli 2021 18:30 (UTC+9) 11:30 (UTC+2) |         |                          |                                                                             |
| Duitsland                                | 1–3     | Nederland                | Oi Hockey Stadium Scheidsrechters: Irene Presenqui (ARG) Kelly Hudson (NZL) |
| Zimmermann 23'                           | Verslag | Matla 8', 56' Welten 14' | Oi Hockey Stadium Scheidsrechters: Irene Presenqui (ARG) Kelly Hudson (NZL) |

| 31 juli 2021 20:45 (UTC+9) 13:45 (UTC+2) |         |                                |                                                                                 |
| Ierland                                  | 0–2     | Groot-Brittannië               | Oi Hockey Stadium Scheidsrechters: Carolina de la Fuente (ARG) Emi Yamada (JPN) |
|                                          | Verslag | Townsend 17' Hannah Martin 32' | Oi Hockey Stadium Scheidsrechters: Carolina de la Fuente (ARG) Emi Yamada (JPN) |

### Groep B
| Pos | Team          | Wed | W | G | V | Ptn | DV | DT | +/− | Kwalificatie |
| --- | ------------- | --- | - | - | - | --- | -- | -- | --- | ------------ |
| 1   | Australië     | 5   | 5 | 0 | 0 | 15  | 13 | 1  | +12 | Kwartfinale  |
| 2   | Spanje        | 5   | 3 | 0 | 2 | 9   | 9  | 8  | +1  | Kwartfinale  |
| 3   | Argentinië    | 5   | 3 | 0 | 2 | 9   | 8  | 8  | 0   | Kwartfinale  |
| 4   | Nieuw-Zeeland | 5   | 2 | 0 | 3 | 6   | 8  | 7  | +1  | Kwartfinale  |
| 5   | China         | 5   | 2 | 0 | 3 | 6   | 9  | 16 | −7  |              |
| 6   | Japan (G)     | 5   | 0 | 0 | 5 | 0   | 6  | 13 | −7  |              |

#### Uitslagen (Groep B)
| 25 juli 2021 10:00 (UTC+9) 03:00 (UTC+2) |         |           |                                                                                  |
| Australië                                | 3–1     | Spanje    | Oi Hockey Stadium Scheidsrechters: Michelle Joubert (RSA) Annelize Rostron (RSA) |
| Malone 31' Chalker 32' Stewart 37'       | Verslag | Pérez 33' | Oi Hockey Stadium Scheidsrechters: Michelle Joubert (RSA) Annelize Rostron (RSA) |

| 25 juli 2021 11:45 (UTC+9) 11:30 (UTC+2) |         |                                    |                                                                                |
| Japan                                    | 3–4     | China                              | Oi Hockey Stadium Scheidsrechters: Ayanna McClean (TTO) Michelle Meister (GER) |
| Nomura 21' Y. Nagai 31' H. Nagai 45+'    | Verslag | Gu 10', 35' Zhang Y. 20' Liang 52' | Oi Hockey Stadium Scheidsrechters: Ayanna McClean (TTO) Michelle Meister (GER) |

| 25 juli 2021 12:15 (UTC+9) 05:15 (UTC+2) |         |            |                                                                            |
| Nieuw-Zeeland                            | 3–0     | Argentinië | Oi Hockey Stadium Scheidsrechters: Sarah Wilson (GBR) Maggie Giddens (USA) |
| Smith 35' Ralph 40' Pearson 54'          | Verslag |            | Oi Hockey Stadium Scheidsrechters: Sarah Wilson (GBR) Maggie Giddens (USA) |

| 26 juli 2021 12:15 (UTC+9) 05:15 (UTC+2)                      |         |       |                                                                              |
| Australië                                                     | 6–0     | China | Oi Hockey Stadium Scheidsrechters: Amber Church (NZL) Laurine Delforge (BEL) |
| Chalker 16', 22' Peris 31' Malone 54' Kershaw 56' Stewart 58' | Verslag |       | Oi Hockey Stadium Scheidsrechters: Amber Church (NZL) Laurine Delforge (BEL) |

| 26 juli 2021 19:00 (UTC+9) 12:00 (UTC+2)  |         |        |                                                                               |
| Argentinië                                | 3–0     | Spanje | Oi Hockey Stadium Scheidsrechters: Ayanna McClean (TTO) Aleisha Neumann (AUS) |
| Raposo 47' Albertario 57' Barrionuevo 59' | Verslag |        | Oi Hockey Stadium Scheidsrechters: Ayanna McClean (TTO) Aleisha Neumann (AUS) |

| 26 juli 2021 20:45 (UTC+9) 13:45 (UTC+2) |         |                     |                                                                                 |
| Japan                                    | 1–2     | Nieuw-Zeeland       | Oi Hockey Stadium Scheidsrechters: Irene Presenqui (ARG) Annelize Rostron (RSA) |
| Oikawa 18'                               | Verslag | Merry 26' Ralph 29' | Oi Hockey Stadium Scheidsrechters: Irene Presenqui (ARG) Annelize Rostron (RSA) |

| 28 juli 2021 11:45 (UTC+9) 04:45 (UTC+2) |         |                       |                                                                                       |
| Nieuw-Zeeland                            | 1–2     | Spanje                | Oi Hockey Stadium Scheidsrechters: Carolina de la Fuente (ARG) Michelle Meister (GER) |
| Smith 35'                                | Verslag | Iglesias 8' Riera 22' | Oi Hockey Stadium Scheidsrechters: Carolina de la Fuente (ARG) Michelle Meister (GER) |

| 28 juli 2021 18:30 (UTC+9) 11:30 (UTC+2) |         |                    |                                                                            |
| Japan                                    | 0–1     | Australië          | Oi Hockey Stadium Scheidsrechters: Maggie Giddens (USA) Liu Xiaoying (CHN) |
|                                          | Verslag | M. Fitzpatrick 33' | Oi Hockey Stadium Scheidsrechters: Maggie Giddens (USA) Liu Xiaoying (CHN) |

| 28 juli 2021 19:00 (UTC+9) 12:00 (UTC+2) |         |                   |                                                                            |
| Argentinië                               | 3–2     | China             | Oi Hockey Stadium Scheidsrechters: Annelize Rostron (RSA) Emi Yamada (JPN) |
| Gorzelany 18', 24' Jankunas 54'          | Verslag | Li H. 52' Liu 56' | Oi Hockey Stadium Scheidsrechters: Annelize Rostron (RSA) Emi Yamada (JPN) |

| 29 juli 2021 18:30 (UTC+9) 12:30 (UTC+2) |         |       |                                                                                 |
| Spanje                                   | 2–0     | China | Oi Hockey Stadium Scheidsrechters: Michelle Meister (GER) Irene Presenqui (ARG) |
| Pérez 4' Bonastre 19'                    | Verslag |       | Oi Hockey Stadium Scheidsrechters: Michelle Meister (GER) Irene Presenqui (ARG) |

| 29 juli 2021 20:45 (UTC+9) 13:45 (UTC+2) |         |                               |                                                                            |
| Japan                                    | 1–2     | Argentinië                    | Oi Hockey Stadium Scheidsrechters: Kelly Hudson (NZL) Ayanna McClean (TTO) |
| Mori 19'                                 | Verslag | Gorzelany 10' M. Granatto 45' | Oi Hockey Stadium Scheidsrechters: Kelly Hudson (NZL) Ayanna McClean (TTO) |

| 29 juli 2021 21:15 (UTC+9) 14:15 (UTC+2) |         |             |                                                                              |
| Nieuw-Zeeland                            | 0–1     | Australië   | Oi Hockey Stadium Scheidsrechters: Sarah Wilson (GBR) Laurine Delforge (BEL) |
|                                          | Verslag | Chalker 34' | Oi Hockey Stadium Scheidsrechters: Sarah Wilson (GBR) Laurine Delforge (BEL) |

| 31 juli 2021 09:30 (UTC+9) 02:30 (UTC+2) |         |                        |                                                                                |
| China                                    | 3–2     | Nieuw-Zeeland          | Oi Hockey Stadium Scheidsrechters: Laurine Delforge (BEL) Ayanna McClean (TTO) |
| Liu 24' Chen Y. 37' Liang 54'            | Verslag | Gunson 20' Keddell 45' | Oi Hockey Stadium Scheidsrechters: Laurine Delforge (BEL) Ayanna McClean (TTO) |

| 31 juli 2021 10:00 (UTC+9) 03:00 (UTC+2) |         |                                                     |                                                                            |
| Japan                                    | 1–4     | Spanje                                              | Oi Hockey Stadium Scheidsrechters: Sarah Wilson (GBR) Maggie Giddens (USA) |
| Mori 6'                                  | Verslag | Barrios 25' García Grau 38' Mejías 55' Bonastre 57' | Oi Hockey Stadium Scheidsrechters: Sarah Wilson (GBR) Maggie Giddens (USA) |

| 31 juli 2021 11:45 (UTC+9) 04:45 (UTC+2) |         |                                |                                                                                  |
| Argentinië                               | 0–2     | Australië                      | Oi Hockey Stadium Scheidsrechters: Michelle Meister (GER) Michelle Joubert (RSA) |
|                                          | Verslag | S. Fitzpatrick 49' Chalker 59' | Oi Hockey Stadium Scheidsrechters: Michelle Meister (GER) Michelle Joubert (RSA) |

## Knock-outfase
|  | Kwartfinale               | Kwartfinale      |                  |       | Halve finale | Halve finale |  |  | Finale | Finale |
|  |                           |                  |                  |       |              |              |  |  |        |        |
|  | 2 augustus                |                  |                  |       |              |              |  |  |        |        |
|  |                           |                  |                  |       |              |              |  |  |        |        |
|  | Nederland                 | 3                |                  |       |              |              |  |  |        |        |
|  | Nederland                 | 3                | 4 augustus       |       |              |              |  |  |        |        |
|  | Nieuw-Zeeland             | 0                |                  |       |              |              |  |  |        |        |
|  | Nieuw-Zeeland             | 0                | Nederland        | 5     |              |              |  |  |        |        |
|  | 2 augustus                |                  | Nederland        | 5     |              |              |  |  |        |        |
|  |                           | Groot-Brittannië | 1                |       |              |              |  |  |        |        |
|  | Spanje                    | Groot-Brittannië | 1                | 2 (0) |              |              |  |  |        |        |
|  | Spanje                    |                  | 6 augustus       | 2 (0) |              |              |  |  |        |        |
|  | Groot-Brittannië (w.n.s.) | 2 (2)            |                  |       |              |              |  |  |        |        |
|  | Groot-Brittannië (w.n.s.) | 2 (2)            | Nederland        | 3     |              |              |  |  |        |        |
|  | 2 augustus                |                  | Nederland        | 3     |              |              |  |  |        |        |
|  |                           | Argentinië       | 1                |       |              |              |  |  |        |        |
|  | Duitsland                 | Argentinië       | 1                | 0     |              |              |  |  |        |        |
|  | Duitsland                 | 4 augustus       |                  | 0     |              |              |  |  |        |        |
|  | Argentinië                | 3                |                  |       |              |              |  |  |        |        |
|  | Argentinië                | 3                | Argentinië       | 2     |              |              |  |  |        |        |
|  | 2 augustus                |                  | Argentinië       | 2     |              |              |  |  |        |        |
|  |                           | India            | 1                |       | Troostfinale | Troostfinale |  |  |        |        |
|  | Australië                 | India            | 1                | 0     | Troostfinale | Troostfinale |  |  |        |        |
|  | Australië                 |                  | 6 augustus       | 0     |              |              |  |  |        |        |
|  | India                     | 1                |                  |       |              |              |  |  |        |        |
|  | India                     | 1                | Groot-Brittannië | 4     |              |              |  |  |        |        |
|  |                           |                  |                  |       |              |              |  |  |        |        |
|  | India                     | 3                |                  |       |              |              |  |  |        |        |
|  | India                     | 3                |                  |       |              |              |  |  |        |        |

### Kwartfinale
| 2 augustus 2021 09:30 (UTC+9) 02:30 (UTC+2) |         |                                           |                                                                              |
| Duitsland                                   | 0–3     | Argentinië                                | Oi Hockey Stadium Scheidsrechters: Laurine Delforge (BEL) Amber Church (NZL) |
|                                             | Verslag | Albertario 27' V. Granatto 29' Raposo 52' | Oi Hockey Stadium Scheidsrechters: Laurine Delforge (BEL) Amber Church (NZL) |

| 2 augustus 2021 12:00 (UTC+9) 5:00 (UTC+2) |         |            |                                                                                      |
| Australië                                  | 0–1     | India      | Oi Hockey Stadium Scheidsrechters: Carolina de la Fuente (ARG) Irene Presenqui (ARG) |
|                                            | Verslag | Gurjit 22' | Oi Hockey Stadium Scheidsrechters: Carolina de la Fuente (ARG) Irene Presenqui (ARG) |

| 2 augustus 2021 18:30 (UTC+9) 11:30 (UTC+2) |         |               |                                                                                  |
| Nederland                                   | 3–0     | Nieuw-Zeeland | Oi Hockey Stadium Scheidsrechters: Michelle Meister (GER) Michelle Joubert (RSA) |
| Welten 7' Matla 21' Stam 37'                | Verslag |               | Oi Hockey Stadium Scheidsrechters: Michelle Meister (GER) Michelle Joubert (RSA) |

| 2 augustus 2021 21:00 (UTC+9) 14:00 (UTC+2) |         |                         |                                                                                 |
| Spanje                                      | 2–2     | Groot-Brittannië        | Oi Hockey Stadium Scheidsrechters: Aleisha Neumann (AUS) Annelize Rostron (RSA) |
| Iglesias 20' Bonastre 51'                   | Verslag | Martin 17' Crackles 37' | Oi Hockey Stadium Scheidsrechters: Aleisha Neumann (AUS) Annelize Rostron (RSA) |
| Shoot-out                                   |         |                         | Oi Hockey Stadium Scheidsrechters: Aleisha Neumann (AUS) Annelize Rostron (RSA) |
| Ycart García Grau Oliva Pérez               | 0–2     | Toman Martin Jones      | Oi Hockey Stadium Scheidsrechters: Aleisha Neumann (AUS) Annelize Rostron (RSA) |

### Halve finale
| 4 augustus 2021 10:30 (UTC+9) 03:30 (UTC+2)         |         |                  |                                                                                  |
| Nederland                                           | 5–1     | Groot-Brittannië | Oi Hockey Stadium Scheidsrechters: Michelle Joubert (RSA) Laurine Delforge (BEL) |
| Albers 19', 31' Keetels 19' Verschoor 32' Matla 49' | Verslag | Ansley 41'       | Oi Hockey Stadium Scheidsrechters: Michelle Joubert (RSA) Laurine Delforge (BEL) |

| 4 augustus 2021 19:00 (UTC+9) 12:00 (UTC+2) |         |           |                                                                          |
| Argentinië                                  | 2–1     | India     | Oi Hockey Stadium Scheidsrechters: Amber Church (NZL) Sarah Wilson (GBR) |
| Barrionuevo 18', 37'                        | Verslag | Gurjit 2' | Oi Hockey Stadium Scheidsrechters: Amber Church (NZL) Sarah Wilson (GBR) |

### Troostfinale
| 6 augustus 2021 10:30 (UTC+9) 03:30 (UTC+2)         |         |                             |                                                                                  |
| Groot-Brittannië                                    | 4–3     | India                       | Oi Hockey Stadium Scheidsrechters: Michelle Joubert (RSA) Michelle Meister (GER) |
| Rayer 16' Robertson 24' Pearne-Webb 35' Balsdon 48' | Verslag | Gurjit 25', 26' Vandana 29' | Oi Hockey Stadium Scheidsrechters: Michelle Joubert (RSA) Michelle Meister (GER) |

### Finale
| 6 augustus 2021 19:00 (UTC+9) 12:00 (UTC+2) |         |               |                                                                              |
| Nederland                                   | 3–1     | Argentinië    | Oi Hockey Stadium Scheidsrechters: Laurine Delforge (BEL) Sarah Wilson (GBR) |
| Van Geffen 23' Van Maasakker 26', 29'       | Verslag | Gorzelany 30' | Oi Hockey Stadium Scheidsrechters: Laurine Delforge (BEL) Sarah Wilson (GBR) |

## Eindstand
| Pos | Team             | Wed | W | G | V | Ptn | DV | DT | +/− | Eindresultaat                |
| --- | ---------------- | --- | - | - | - | --- | -- | -- | --- | ---------------------------- |
| 1   | Nederland        | 8   | 8 | 0 | 0 | 24  | 29 | 4  | +25 | Goud                         |
| 2   | Argentinië       | 8   | 5 | 0 | 3 | 15  | 14 | 12 | +2  | Zilver                       |
| 3   | Groot-Brittannië | 8   | 4 | 1 | 3 | 13  | 18 | 15 | +3  | Brons                        |
| 4   | India            | 8   | 3 | 0 | 5 | 9   | 12 | 20 | −8  | Vierde plaats                |
|     |                  |     |   |   |   |     |    |    |     |                              |
| 5   | Australië        | 6   | 5 | 0 | 1 | 15  | 13 | 2  | +11 | Uitgeschakeld in kwartfinale |
| 6   | Duitsland        | 6   | 4 | 0 | 2 | 12  | 13 | 10 | +3  | Uitgeschakeld in kwartfinale |
| 7   | Spanje           | 6   | 3 | 1 | 2 | 10  | 11 | 10 | +1  | Uitgeschakeld in kwartfinale |
| 8   | Nieuw-Zeeland    | 6   | 2 | 0 | 4 | 6   | 8  | 10 | −2  | Uitgeschakeld in kwartfinale |
|     |                  |     |   |   |   |     |    |    |     |                              |
| 9   | China            | 5   | 2 | 0 | 3 | 6   | 9  | 16 | −7  | Uitgeschakeld in groepsfase  |
| 10  | Ierland          | 5   | 1 | 0 | 4 | 3   | 4  | 11 | −7  | Uitgeschakeld in groepsfase  |
| 11  | Japan (G)        | 5   | 0 | 0 | 5 | 0   | 6  | 13 | −7  | Uitgeschakeld in groepsfase  |
| 12  | Zuid-Afrika      | 5   | 0 | 0 | 5 | 0   | 5  | 19 | −14 | Uitgeschakeld in groepsfase  |

| Onderdeel              | Goud | Zilver | Brons |
| ---------------------- | --- | --- | --- |
| Hockeytoernooi vrouwen | Nederland Felice Albers Margot van Geffen Eva de Goede Marloes Keetels Josine Koning Sanne Koolen Laurien Leurink Caia van Maasakker Frédérique Matla Laura Nunnink Malou Pheninckx Pien Sanders Lauren Stam Maria Verschoor Xan de Waard Lidewij Welten Stella van Gils (R) Freeke Moes (R) Anne Veenendaal (R) | Argentinië Belén Succi Sofía Toccalino Agustina Gorzelany Valentina Raposo Agostina Alonso Agustina Albertario María José Granatto Delfina Merino Rocío Sánchez Moccia Victoria Sauze Victoria Granatto Eugenia Trinchinetti Micaela Retegui Noel Barrionuevo Julieta Jankunas Valentina Costa Biondi Clara Barberi (R) Emilia Forcherio (R) *Sofía Maccari (R) | Groot-Brittannië Maddie Hinch Laura Unsworth Sarah Evans Anna Toman Hannah Martin Sarah Jones Susannah Townsend Sarah Robertson Elena Rayer Isabelle Petter Leah Wilkinson Giselle Ansley Hollie Pearne-Webb Fiona Crackles Shona McCallin Lily Owsley Grace Balsdon Amy Costello Sabbie Heesh (R) Joanne Hunter (R) |

Londen 1908 · 
Antwerpen 1920 · 
Amsterdam 1928 · 
Los Angeles 1932 · 
Berlijn 1936 · 
Londen 1948 · 
Helsinki 1952 · 
Melbourne 1956 · 
Rome 1960 · 
Tokio 1964 · 
Mexico-stad 1968 · 
München 1972 · 
Montréal 1976 · 
Moskou 1980 · 
Los Angeles 1984 · 
Seoel 1988 · 
Barcelona 1992 · 
Atlanta 1996 · 
Sydney 2000 · 
Athene 2004 · 
Peking 2008 · 
Londen 2012 · 
Rio de Janeiro 2016 · 
Tokio 2020 · 
Parijs 2024 · 
Los Angeles 2028 
Medaillewinnaars
Atletiek · Badminton · Basketbal · Boksen · Boogschieten · Gewichtheffen · Golf · Gymnastiek · Handbal · Hockey · Honkbal · Judo · Kanovaren · Karate · Klimsport · Moderne vijfkamp · Paardensport · Roeien · Rugby · Schermen · Schietsport · Schoonspringen · Skateboarden · Softbal · Surfen · Synchroonzwemmen · Taekwondo · Tafeltennis · Tennis · Triatlon · Voetbal · Volleybal · Waterpolo · Wielersport · Worstelen · Zeilen · Zwemmen